# Maritornes
Maritornes es un personaje de la novela El ingenioso hidalgo Don Quijote de la Mancha, escrita por Miguel de Cervantes. Aparece en los capítulos XVI y XVII de la Primera Parte del primer libro (1605), y retrata a una moza asturiana que se ve envuelta en un tragicómico malentendido con el «ingenioso caballero de la triste figura» Alonso Quijano (Don Quijote). Algunos estudiosos la consideran el complemento mundano de la etérea Dulcinea del Toboso y, en cierto modo, su par antagónico. Cervantes la retrata así:

...ancha de cara, llana de cogote, de nariz roma, del un ojo tuerta y del otro no muy sana. Verdad es que la gallardía del cuerpo suplía las demás faltas: no tenía siete palmos de los pies a la cabeza, y las espaldas, que algún tanto le cargaban, la hacían mirar al suelo más de lo que ella quisiera.

Así describe su físico Cervantes y poco después dice de su talante:

...cuéntase desta buena moza que jamás dio semejantes palabras que no las cumpliese, aunque las diese en un monte y sin testigo alguno, porque presumía muy de hidalga, y no tenía por afrenta estar en aquel ejercicio de servir en la venta, porque decía ella que desgracias y malos sucesos la habían traído a aquel estado.

## En el contexto del Quijote

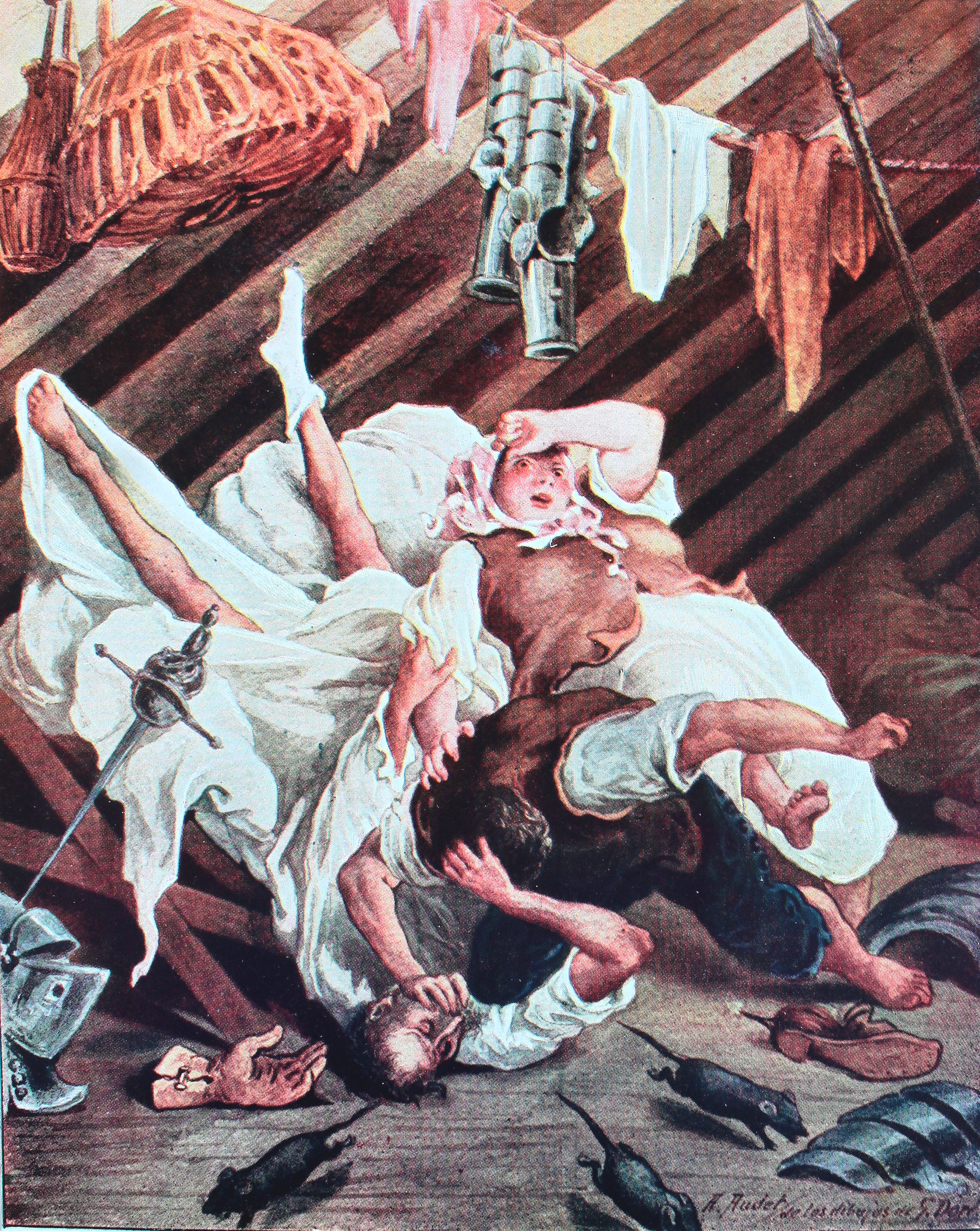
«El lecho, que era un poco endeble y de no firmes fundamentos, dió consigo en el suelo», a partir de dibujo de Gustave Doré.

Maritornes aparece en el capítulo XVI, como un espejismo más de Alonso Quijano («la Venus del desengaño» la llama el cervantista Casalduero). Siguiendo el hilo de la novela, en el capítulo precedente, Don Quijote y Sancho acaban de ser apaleados por una turba de arrieros por causa de Rocinante, el triste jamelgo del caballero andante, que había espantado a sus yeguas. Maltrechos, llegarán a una venta en la que, lejos de encontrar reposo, vivirán un divertido precedente de las comedias de enredo, cuando en la duermevela nocturna, don Quijote convierte a una desaliñada «moza del partido», criada de la venta y por nombre Maritornes, en imaginaria dama del imaginario castillo que acude a su lecho, cuando en realidad a quien va a reconfortar con sus artes la moza es a un arriero de Arévalo, que se hospeda y tiene lecho en el mismo camaranchón que hace las veces de aposento general.
El equívoco de la apasionada y ridícula escena en la oscuridad de la noche se saldará con un auténtico zafarrancho de golpes que empieza repartiendo el burlado arriero y que hace acudir al ventero. Cuando Maritornes se esconde en la manta de Sancho, aún dormido, los golpes se trasladan al escudero. Hace acto de presencia entonces otro huésped, considerado autoridad por su cargo de cuadrillero de la «Santa Hermandad Vieja de Toledo», que, mientras todos huyen amparados por la oscuridad que reina en el caos del desván, acaba descubriendo a Don Quijote y preparando el telón de la escena con el grito de: «¡Ciérrese la puerta de la venta! ¡Miren no se vaya nadie, que han muerto aquí a un hombre!»

## «La Venus del desengaño»
Entre el erotismo jocundo y la bufonada el episodio protagonizado por Don Quijote, el arriero, Sancho, el ventero, el cuadrillero de la Santa Hermandad y «la Maritornes», ha sido considerado como uno de los más cómicos de la singular novela de Cervantes.
Si bien, en el siguiente capítulo, el posterior impulso de Maritornes, de pronto convertida en dama de la caridad que acude a dar de beber al maltrecho Sancho, cierra la trama en el capítulo XVII con un gesto de amor desinteresado, «de verdadero amor», que da la medida del genio cervantino y convierte la tragicomedia en uno de los momentos más desgarrados y completos de la Primera Parte del Quijote, la de la solidaridad de los humildes. Otros estudiosos, lo catalogan sin embargo como el más importante aviso de Cervantes a propósito de las "mujeres peligrosas". Frente a la satisfecha vanidad de Alonso Quijano sometida a la cuaresma prometida a Dulcinea (apología de una de las tramas más antiguas y más repetidas de la historia humana, la fidelidad en el amor), aparece la pantomima de la contenida lujuria de Don Quijote volcada sobre una realidad que «a otro cualquiera haría vomitar». Casalduero cierra el análisis observando que, la «hiperbólica fealdad es la del pecado, que la picaresca presenta como algo repelente».

## Maritornes en la cultura popular

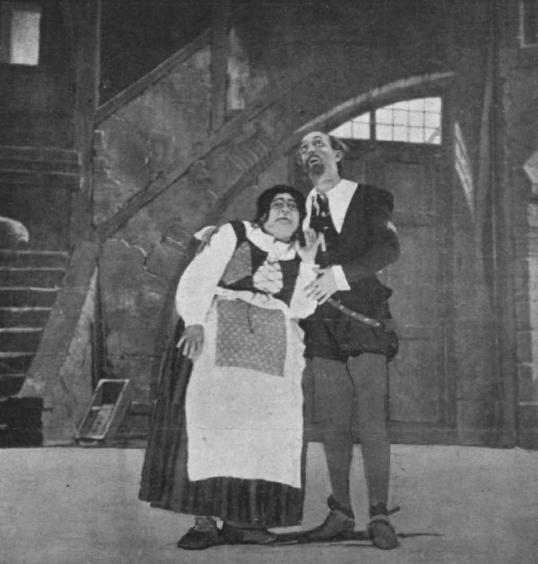
Don Quijote y Maritornes en una escena de la versión teatral de la zarzuela La venta de Don Quijote, de Fernández Shaw y Chapí, estrenada en el Teatro Lara (Madrid), en 1910, con Ricardo Puga como Don Quijote y Leocadia Alba como la Maritornes.

### De carne y hueso
De entre las distintas encarnaciones que en el teatro, el cine o la televisión, ha tenido este personaje de Cervantes, pueden recordarse, por su singular variedad de tipos:
- Leocadia Alba en la versión teatral de la zarzuela La venta de Don Quijote, de Fernández Shaw y Chapí, estrenada en el Teatro Lara de Madrid, en 1910.
- Esperanza Roy en la serie de Televisión española El Quijote de Miguel de Cervantes (1992), con dirección de Manuel Gutiérrez Aragón.

### En la música
- El grupo español de rock Mägo de Oz dedicó uno de sus temas del álbum La leyenda de La Mancha al personaje y la historia de Maritornes.[cita requerida]